# Umm Hibal
Umm Hibal – wieś w Syrii, w muhafazie Al-Hasaka. W 2004 roku liczyła 193 mieszkańców.